# Dysdera monterossoi
Dysdera monterossoi är en spindelart som beskrevs av Pietro Alicata 1964. Dysdera monterossoi ingår i släktet Dysdera och familjen ringögonspindlar.
Artens utbredningsområde är Italien. Inga underarter finns listade i Catalogue of Life.